# 7-й парашютный полк конной артиллерии (Великобритания)
7-й полк конной артиллерии (англ. 7th Royal Horse Artillery / 7 RHA), полное название 7-й парашютный полк Королевской конной артиллерии (англ. 7th Parachute Regiment Royal Horse Artillery) — полк Королевского полка артиллерии Британской армии, входящий в состав 16-й десантно-штурмовой бригады. Оснащён 105-мм лёгкими гаубицами L118. Основан в 1961 году из группы артиллерийских батарей, появившихся в начале XIX века.

## История
Полк образован 27 июня 1961 года как правопреемник 33-го парашютного лёгкого полка Королевской артиллерии. Боевое крещение принял на северо-востоке Кувейта в 1961 году и в Адене в 1963—1965 годах, когда участвовал в жёстких боестолкновениях в горах Радфан. В 1970-е и 1980-е годы отправлялся в Северную Ирландию четыре раза, где некоторое время не числился парашютным полком. В 1984 году вошёл в состав 5-й воздушно-десантной бригады и вернулся в Олдершот. В 1994 году нёс службу на Кипре в составе миссии ООН и патрулировал буферную зону между турецкими и кипрскими воинскими частями. В 1996—1997 годах две батареи отправились в Боснию, а в 1999 году — в Косово.
С момента образования 16-й десантно-штурмовой бригады в 1999 году 7-й полк участвовал во множестве операций. Летом 2000 года он нёс службу в Сьерра-Леоне и участвовал в операции «Баррас» по эвакуации гражданских, а в 2001 году участвовал в конфликте в Прешевской долине. С начала 2002 года две батареи несли службу в районе Кабула. Утром 19 марта 2003 года именно с залпов артиллерии 7-го полка начались боевые действия Иракской войне, а 20 марта силы полка пересекли границу, поддерживая 1-е экспедиционное соединение морской пехоты США. Полк участвовал в захвате нефтяных вышек Румалья и продвижении к Насирии. В конце 2003 года полк перебрался в Колчестер, где базировались остальные части 16-й десантно-штурмовой бригады.
В 2006 году полк впервые отправился в командировку в Афганистан, участвуя в прорыве в провинцию Гильменд: эти бои для британских частей стали самым интенсивными с 1950-х годов и, в частности, с Корейской войны. В 2008 году 7-й полк участвовал снова в тяжёлых боях в ходе операции «Орлиная вершина» и вынужден был перевезти Турбину из Кандагара по заминированной дороге к ГЭС Каджаки. В третий раз 7-й артиллерийский полк занимался отправкой артиллерийских групп и отрядов огневой поддержки в Гильменд на помощь 16-й десантно-штурмовой бригаде.
В мае 2013 года расформирована батарея V. В сентябре 2013 года полк участвовал в учениях «Сфинкс Ресолв».

## Батареи
В составе полка числятся следующие батареи:
- Батарея F (Сфинкс) Королевской конной артиллерии[англ.]
- Парашютная батарея G (войск Мерсера) Королевской конной артиллерии[англ.]
- Парашютная батарея I (войск Булла) Королевской конной артиллерии[англ.]
- Вспомогательное лёгкое отделение[англ.], Корпус королевских электриков и механиков